# Еліан (узурпатор)
Еліан (лат. Aelianus)  — узурпатор у Римській імперії, очільник повстання багаудів у Галлії.
У 285 році Еліан був розгромлений військами римського імператора Максиміана.
Повстання, яке він очолив разом з Амандом у 285 році, дехто пов'язує з християнством, але Едвард Ґіббон у книзі «Історія занепаду та загибелі Римської імперії» сумнівається в цьому.